# Otterhampton
Otterhampton est une paroisse civile et un village du Somerset, en Angleterre.

## Histoire
Dans le livre du Domesday, Otterhampton est connu sous le nom d'Utramestone, qui signifie « l'enclos le plus éloigné “, du vieil anglais ultramest et tun, ou du saxon ” lieu d'Ottrane », le thane saxon d'origine.
Otterhampton faisait partie de la centaine de Cannington.
La péninsule de Steart a été inondée à de nombreuses reprises au cours du dernier millénaire. Les inondations les plus graves se sont produites en 1981. En 1997, la combinaison de l'érosion côtière, de l'élévation du niveau de la mer et de l'action des vagues a rendu certaines des défenses très fragiles et menacées de défaillance. En conséquence, en 2002, l'Agence pour l'environnement a produit l'étude sur la stratégie de défense côtière de Stolford à Combwich afin d'examiner les options pour l'avenir.